# Hollywood, Hollywood!
Hollywood, Hollywood! (engelska: That's Entertainment! II) är en amerikansk film från 1976 i regi av Gene Kelly.
Liksom föregångaren That's Entertainment! en kavalkadfilm med filmmusikaler gjorda av Metro-Goldwyn-Mayer under 1930-50-talet. Den följdes av That's Entertainment! III.
De olika filmklippen introduceras av de legendariska musikalstjärnorna Frank Sinatra och Fred Astaire.

## Musikalnummer i urval
- "That's Entertainment!" - Fred Astaire, Nanette Fabray, Oscar Levant och Jack Buchanan från Den stora premiären (1953)
- "For Me and My Gal" - Judy Garland och Gene Kelly från Min flicka i vapenrock (1942)
- "Fascinatin' Rhythm" - Eleanor Powell och ensemble från Lätt på foten (1941)
- "I've Got a Feelin' You're Foolin'" - Robert Taylor och June Knight från Broadways melodi 1936 (1935)
- "Chica Choca" - Greta Garbo från Tvillingarna (1941)
- "I Wanna Be a Dancin' Man" - Fred Astaire från Skål för bruden! (1952)
- "Hi-Lili, Hi-Lo" - Leslie Caron och Mel Ferrer från Lili (1953)
- "Be a Clown" - Gene Kelly och Judy Garland från Piraten (1948)
- "From This Moment On" - Tommy Rall, Ann Miller, Bob Fosse, Bobby Van, Carol Haney och Jeanne Coyne från Kiss Me Kate (1953)
- "All of You" - Fred Astaire och Cyd Charisse från Silkesstrumpan (1957)
- "The Lady Is a Tramp" - Lena Horne från I mitt hjärta det sjunger (1948)
- "Smoke Gets in Your Eyes" - Kathryn Grayson, Marge Champion och Gower Champion från Paradis med sex (1952)
- "Easter Parade" - Judy Garland och Fred Astaire från En dans med dej (1948)
- "Taking a Chance on Love" - Ethel Waters från Svart extas (1943)
- "Swingin' the Jinx Away" - Eleanor Powell och ensemble från Mitt liv är en dans (1936)
- "I Got Rhythm" - Judy Garland, Mickey Rooney och ensemble från Vi i vilda västern (1943)
- "The Wedding of the Painted Doll" - Arthur Freed, Nacio Herb Brown och ensemble (introducerade av Jack Benny) från The Songwriters Revue (1930) och Broadways melodi (1929)
- "Three Little Words" - Fred Astaire och Red Skelton från Tre små ord (1950)
- "Tales from the Vienna Woods" - Fernand Gravey och Miliza Korjus från Den stora valsen (1938)
- "Good Morning" - Gene Kelly, Donald O'Connor och Debbie Reynolds från Singin' in the Rain (1952)
- "Have Yourself a Merry Little Christmas" - Judy Garland från Vi mötas i St. Louis (1944)
- "Ten Cents a Dance" - Doris Day från Dej ska jag ha! (1955)
- "I Fall in Love Too Easily" - Frank Sinatra från Säg det med sång (1945)
- "I Believe" - Frank Sinatra och Jimmy Durante från Drömmarnas bro (1947)
- "Maxim's/Girls Girls Girls" - Maurice Chevalier från Glada änkan (1934)
- "The Last Time I Saw Paris" - Dinah Shore från Efter regn kommer solsken (1946)
- "Our Love Is Here to Stay" - Gene Kelly och Leslie Caron från En amerikan i Paris (1951)
- "Can-Can" - Gwen Verdon och ensemble från Glada änkan (1952)
- "Now You Has Jazz" - Bing Crosby och Louis Armstrong från En skön historia (1956)
- "There's No Business Like Show Business" - Betty Hutton, Howard Keel, Louis Calhern och Keenan Wynn från Annie Get Your Gun (1950)
- "I Remember It Well" - Maurice Chevalier och Hermione Gingold från Gigi, ett lättfärdigt stycke (1958)
- "Bouncin' the Blues" - Fred Astaire och Ginger Rogers från Vi dansar igen! (1949)
- "Cypress Gardens Water Spectacular" - Esther Williams från Fest i Florida (1953)

## Medverkande i urval
- Abbott & Costello
- Louis Armstrong
- John Barrymore
- Lionel Barrymore
- Jack Benny
- James Cagney
- Leslie Caron
- Cyd Charisse
- Maurice Chevalier
- Ronald Colman
- Joan Crawford
- Bing Crosby
- Doris Day
- Melvyn Douglas
- Margaret Dumont
- Jimmy Durante
- Nelson Eddy
- W. C. Fields
- Bob Fosse
- Clark Gable
- Greta Garbo
- Judy Garland
- Greer Garson
- Cary Grant
- Kathryn Grayson
- Oliver Hardy
- Jean Harlow
- Katharine Hepburn
- Judy Holliday
- Lena Horne
- Betty Hutton
- Buster Keaton
- Howard Keel
- Grace Kelly
- Hedy Lamarr
- Stan Laurel
- Vivien Leigh
- Myrna Loy
- Jeanette MacDonald
- Bröderna Marx
- Roddy McDowall
- Robert Montgomery
- Maureen O’Sullivan
- Walter Pidgeon
- Eleanor Powell
- William Powell
- Debbie Reynolds
- Ginger Rogers
- Mickey Rooney
- Dinah Shore
- Frank Sinatra
- Red Skelton
- James Stewart
- Elizabeth Taylor
- Robert Taylor
- Spencer Tracy
- Lana Turner
- Johnny Weissmuller
- Esther Williams
- Cliff Edwards